# Heinrich Reicher
Heinrich Reicher (* 22. März 1854 in Judenburg; † 15. Dezember 1910 in Filzmoos) war Gutsbesitzer und Abgeordneter zum Österreichischen Abgeordnetenhaus.

## Leben
Heinrich Reicher war Sohn des Oberlandesgerichtsrats und Gutsbesitzers Johann Reicher († 1878). Er besuchte das Stoysche Institut, ein Gymnasium in Jena, das Schneidersche Institut, ein Gymnasium in Eisenach (beide in Sachsen-Weimar-Eisenach, heute Thüringen), außerdem Krause's Lehranstalt in Dresden und bis 1872 ein Gymnasium in Graz. Ab 1872 studierte er Rechtswissenschaften an den Universitäten Bonn, Leipzig (1873), Innsbruck (1873 bis 1874) und Graz (1874 bis 1876). Im Jahr 1881 promovierte er zum Dr. iur. in Innsbruck. Er studierte danach noch von 1901 bis 1902 an der Universität Freiburg im Breisgau und von 1902 bis 1903 an der Universität Wien.
Von 1876 bis 1880 war er im Verwaltungsdienst in der Steiermark an der Statthalterei in Graz und den Bezirkshauptmannschaften Liezen und Judenburg tätig. Er war Gutsbesitzer in Sachendorf in der Gemeinde Spielberg. Im Jahr 1905 war er Privatdozent und ab 1909 tit. ao. Professor für Verwaltungslehre und österreichisches Verwaltungsrecht an der Universität Wien.
Im Jahr 1889 war er Gründungsmitglied und Mitglied des Aufsichtsrats des deutschen Schutzvereins „Südmark“ in Graz. 1906 war er Mitgründer und bis 1907 Präsident der Österreichischen Gesellschaft für Kinderforschung.
Heinrich Reicher war römisch-katholisch und ab 1886 verheiratet mit Ida Bareuther, mit der er zwei Söhne hatte. Er war Schwager des Rechtsanwalts und deutschnationalen Politikers Ernst Bareuther.
Er war von 1884 bis 1902 Mitglied im steiermärkischen Landtag (VI., VII. und VIII. Wahlperiode), Kurie Städte und Märkte. Von 1892 bis 1901 war er im Landesausschuss und von 1884 bis 1886 Obmann der Bezirksvertretung Knittelfeld.

## Politische Funktionen
Heinrich Reicher war von 1885 bis 1892 und im Jahr 1901 Abgeordneter des Abgeordnetenhauses im Reichsrat (VII., VIII. und X. Legislaturperiode), Kronland Steiermark, Wählerklasse Städte 4 (Judenburg, Weißkirchen, Oberzeiring, Knittelfeld, Obdach, Neumarkt, Unzmarkt, St. Lambrecht, Murau, Oberwölz, St. Peter, Liezen, Admont, St. Gallen, Gröbming, Schladming, Irdning, Rottenmann, Aussee). Sein Nachfolger war der Apotheker Karl Gasteiger.
Am 13. März 1892 trat er wegen der Wahl in den steiermärkischen Landesausschuss zurück. Am 17. Juni 1901 trat er aus Gesundheitsgründen zurück.

## Klubmitgliedschaften
Heinrich Reicher war ab 1885 Mitglied im Deutschen Klub. Ab dem 15. Februar 1887 war er fraktionslos, aber schon am 22. Mai 1887 war er bei der Deutschnationalen Vereinigung. Im Jahr 1891 trat er dem Klub der Deutschen Nationalpartei bei, ab 1901 war er beim ebenfalls deutschnationalen Verband der Deutschen Volkspartei.